# Hârlău
Hârlău – miasto w Rumunii (okręg Jassy, Mołdawia), nad rzeką Bahlui. Liczy 12 tys. mieszkańców (2006).